# Steel Box Collection (Bonnie Tyler Greatest Hits)
A Sony&BMG kiadó gondozásában megjelent kiadvány Bonnie Tyler dalaival.

## A kiadványról
A legjobb, nyolcvanas években megjelent slágereit tartalmazza bő 60 percben. Olyan dalokat, mint a Total Eclipse of the Heart, Holding out for a Hero vagy a Ravishing. A korongon album verziók hallhatók, vagyis az eredeti felvételek.  

## Dalok
| #  | Dalcím                                                | Zeneszerző      | Producer        | Hossz |
| -- | ----------------------------------------------------- | --------------- | --------------- | ----- |
| 1  | Total Eclipse of the Heart                            | Jim Steinman    | Jim Steinman    | 7:00  |
| 2  | Have You Ever Seen the Rain?                          | John Fogerty    | Jim Steinman    | 4:09  |
| 3  | Ravishing                                             | Jim Steinman    | Jim Steinman    | 6:25  |
| 4  | If You Were a Woman                                   | Desmond Child   | Jim Steinman    | 5:15  |
| 5  | Loving You’s a Dirty Job (But Somebody’s Gotta Do It) | Jim Steinman    | Jim Steinman    | 7:47  |
| 6  | Take Me Back                                          | Billy Cross     | Jim Steinman    | 5:45  |
| 7  | Rebel Without A Clue                                  | Jim Steinman    | Jim Steinman    | 8:35  |
| 8  | Faster than the Speed of Night                        | Jim Steinman    | Jim Steinman    | 6:45  |
| 9  | Here She Comes                                        | Giorgio Moroder | Giorgio Moroder | 3:45  |
| 10 | Holding Out for a Hero                                | Jim Steinman    | Jim Steinman    | 5:50  |

## Korábbi kiadások
Korábbi Bonnie Tyler válogatásalbumok ugyanezzel a tartalommal:
| Év   | Cím                                               | Kiadó      | Ország             |
| ---- | ------------------------------------------------- | ---------- | ------------------ |
| 1999 | Super Hits                                        | Columbia   | Európa, USA        |
| 2005 | Total Eclipse of the Heart                        | Delta      | Európa             |
| 2005 | Collections                                       | SonyBMG UK | Európa Távol-Kelet |
| 2008 | Steel Box Collection - Bonnie Tyler Greatest Hits | SonyBMG UK | Európa             |
| 2009 | Collection                                        | SonyBMG UK | Európa             |